# Alexander Van Rensselaer

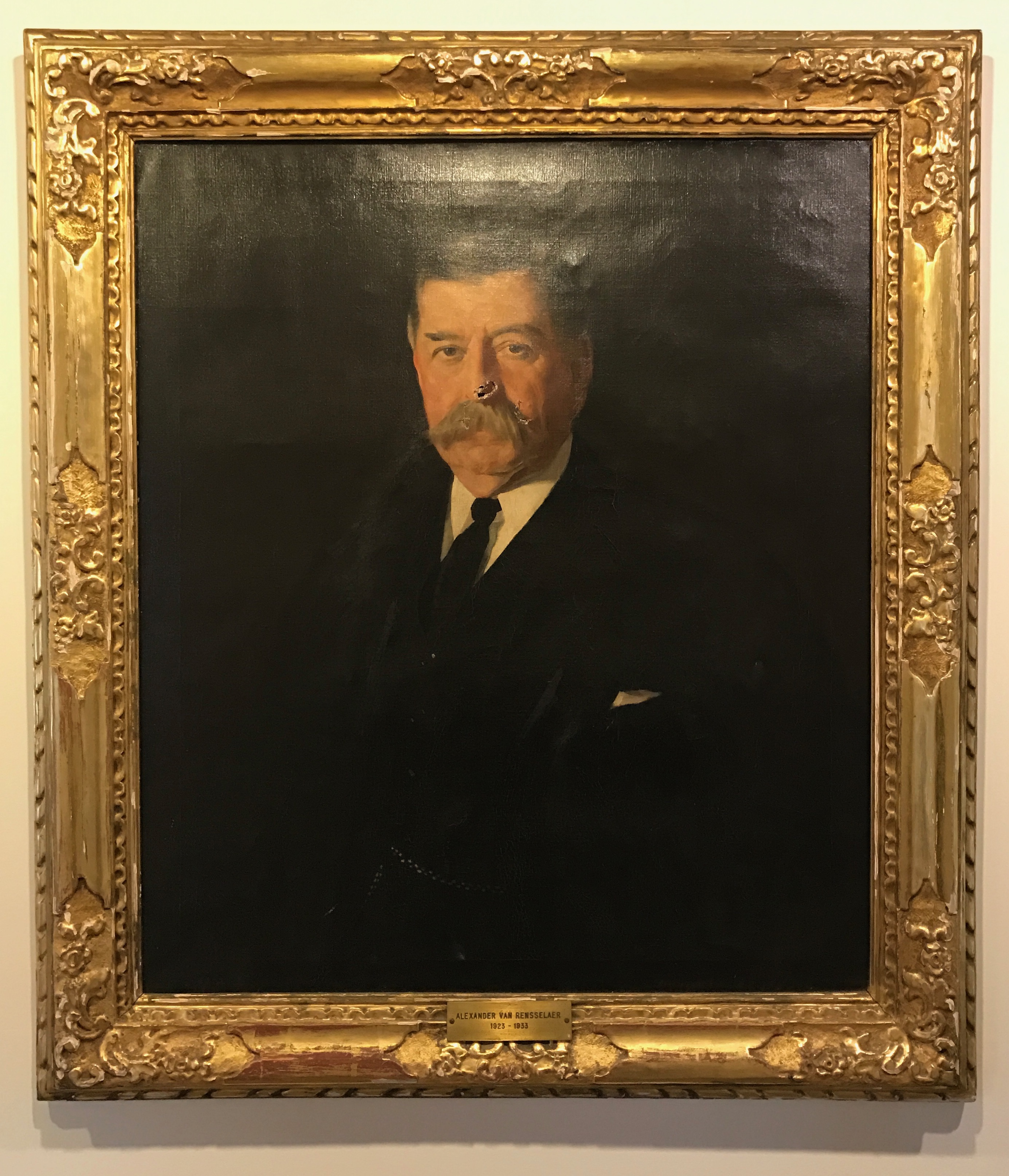
Van Rensselaer, ca. 1923–1933

Alexander Van Rensselaer (* 1. Oktober 1850 in New Jersey; † 18. Juli 1933) war ein US-amerikanischer Tennisspieler sowie Förderer der Princeton und der Drexel University.

## Leben
Van Rensselaer stammte aus einer wohlhabenden und einflussreichen Familie aus Philadelphia. Sein Urahn war Kiliaen van Rensselaer, ein Mitbegründer der niederländischen Ostindien-Kompanie, sein Großvater Stephen Van Rensselaer.
Van Rensselaer studierte an der Princeton University und schloss das Studium 1871 ab. Im Januar 1897 heiratete er Sarah Drexel Fell, die er bei einem Segeltörn auf der Familienyacht May kennengelernt hatte.
Durch den Reichtum seiner Familie war er nie gezwungen, seinen Lebensunterhalt durch Arbeit zu finanzieren. Van Rensselaer widmete sich daher stattdessen der Förderung von Wissenschaft und Kunst. Ab 1901 bis kurz vor seinem Tod war er Präsident der Philadelphia Orchestra Association. Er war Mitglied des Leitungsgremiums (Board of Trustees) der Universität von Princeton und 1908 dessen Vorsitzender. Ab 1897 war er zudem Direktor des Drexel Institute (heute Drexel University) in Philadelphia, dem er nach seinem Tod einen Teil seines Vermögens vermachte.
1901 unternahm das Ehepaar eine Weltreise und war unter anderem Gast des japanischen Kaisers Meiji, des englischen Königshauses und des Vizekönigs von Indien.
Van Rensselaer war darüber hinaus ein hervorragender Tennisspieler. 1881, 1883 und 1884 erreichte er bei den US-amerikanischen Meisterschaften das Doppelfinale.
Er starb im Juli 1933 im Alter von 82 Jahren.